# Massacre de Changjiao
O massacre de Changjiao foi um massacre de civis chineses pelo Exército Expedicionário Chinês (o qual, apesar do nome, era japonês) em Changjiao, Hunan. Shunroku Hata comandava as tropas japonesas. Durante quatro dias, de 9 de maio de 1943 a 12 de maio de 1943, mais de 30.000 civis foram assassinados e milhares de mulheres foram estupradas.